# 2011年北海道議会議員選挙
2011年北海道議会議員選挙（2011ねんほっかいどうぎかいぎいんせんきょ）は、北海道の議決機関である北海道議会を構成する議員を選出するため行われた選挙で、2011年4月10日に投票が行われた。

## 概要
北海道議会議員の任期4年が満了したことに伴って実施された選挙である。第1回（1947年）選挙以来、一貫して統一地方選挙の日程で実施されており、北海道知事選挙と同時に実施される。
北海道は、日本社会党とその流れを汲む民主党の勢力が強い地域で、過去の道議会議員選挙でも自民党と互角の戦いを繰り広げてきた。今回の選挙では定数104議席に149名が立候補、無投票当選となった14選挙区31名を除く、34選挙区118名が73議席を争った。今回無投票当選となったのは14選挙区31名であるが、これは過去最高であった1991年の道議選を上回った。無投票当選が過去最多となった理由として自民党や共産党が候補者を絞ったことと、定数3以上の選挙区において自民・民主が複数候補擁立の当初方針を徹底できなかったことなどが挙げられる。

## 基礎データ
- 告示：2011年4月1日
- 投票日：2011年4月10日
- 改選議席数：104議席（前回より2議席減）
- 立候補者数：149名（うち31名が無投票当選[1]）

| 区別 | 人数 |
| ---- | ---- |
| 現職 | 88   |
| 新人 | 58   |
| 元職 | 3    |
| 女性 | (14) |
| 党派                   | 候補者 | 増減 |
| ---------------------- | ------ | ---- |
| 自由民主党             | 49     | -11  |
| 民主党                 | 47     | +8   |
| 公明党                 | 8      | +1   |
| 日本共産党             | 6      | -4   |
| みんなの党             | 3      |      |
| 市民ネットワーク北海道 | 1      |      |
| 諸派                   | 4      |      |
| 無所属                 | 31     | -2   |
| 合計                   | 149    | 0    |
- 選挙区：48選挙区（うち14選挙区では無投票）
- 無投票となった選挙区
  - 4人区：空知管内、十勝管内
  - 3人区：札幌市白石区、後志管内、上川管内
  - 2人区：札幌市清田区、江別市、石狩市・石狩管内、胆振管内、オホーツク管内
  - 1人区：留萌市、稚内市、紋別市、伊達市
- 選挙当日の有権者数：3,345,200名
  - 男性：1,551,512名
  - 女性：1,793,688名

出典
道議選31人が無投票当選　34選挙区118人争う-2011年4月2日午前6時55分
【H23道議会議員選挙】選挙当日の有権者数（北海道選挙管理委員会）

## 選挙結果
- 投票率：58.87％（投票者数1,969,628名）前回比-5.58%

| 党派                   | 議席数 | 内訳 | 内訳 | 内訳 | 改選前 | 増減 | 備考                               |
| 党派                   | 議席数 | 現職 | 元職 | 新人 | 改選前 | 増減 | 備考                               |
| ---------------------- | ------ | ---- | ---- | ---- | ------ | ---- | ---------------------------------- |
| 自由民主党             | 44(1)  | 38   | 0    | 6    | 44     | 0    | 自民系無所属を含めた議席数は51議席 |
| 民主党                 | 34(4)  | 30   | 0    | 4    | 34     | 0    | 民主系無所属を含めた議席数は40議席 |
| 公明党                 | 8(0)   | 4    | 0    | 4    | 5      | +3   |                                    |
| 日本共産党             | 1(1)   | 1    | 0    | 0    | 2      | -1   |                                    |
| みんなの党             | 0(0)   | 0    | 0    | 0    | 0      | 0    |                                    |
| 市民ネットワーク北海道 | 0(0)   | 0    | 0    | 0    | 0      | 0    |                                    |
| 諸派                   | 0(0)   | 0    | 0    | 0    | 0      | 0    |                                    |
| 無所属                 | 17(2)  | 9    | 0    | 8    | 15     | +2   | 内訳は自民系7、民主系6名、その他4  |
|                        | 104(8) | 82   | 0    | 22   | 100    |      |                                    |

注：議席数横のカッコ内数字は女性当選者数
出典
【H23道議会議員選挙】投票結果（総括）（北海道選挙管理委員会）（2011年5月9日閲覧）
2011年4月10日付北海道新聞2面「道議選当選者数」
無投票当選の14選挙区を除いた34選挙区で行われた選挙の結果、自民系が改選前の50議席を1上回る51議席を獲得して第1党を維持したが、過半数の53議席には届かなかった。一方、民主系も改選前の40議席を1上回る41議席を確保した。自民と民主以外の政党では、公明党は苫小牧市選挙区（定数3）に擁立した新人候補を含む候補者8名が全員当選、共産党は改選前の2議席を1議席に減らした。そして道議選で初めて候補者を擁立したみんなの党と市民ネットワーク北海道は候補者全員が落選した。この結果、高橋はるみ知事を支える道政与党である自民党と公明党が多数派を維持した。